# Chrysolina nagaja
Chrysolina nagaja é uma espécie de artrópode pertencente à família Chrysomelidae.